# 마르크 리

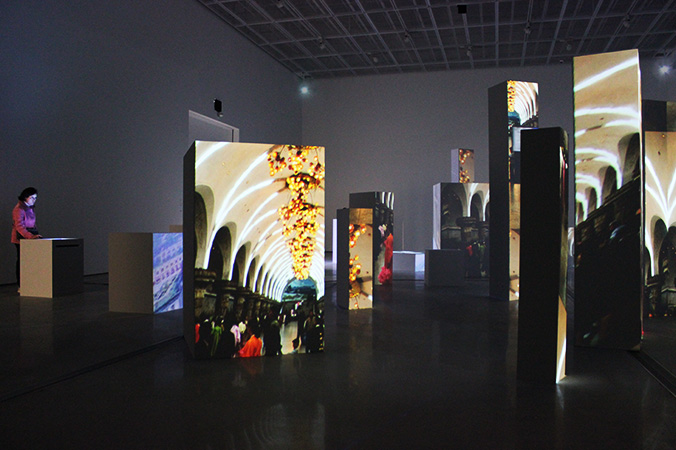
10.000 moving cities, 2013, 서울국립현대미술관

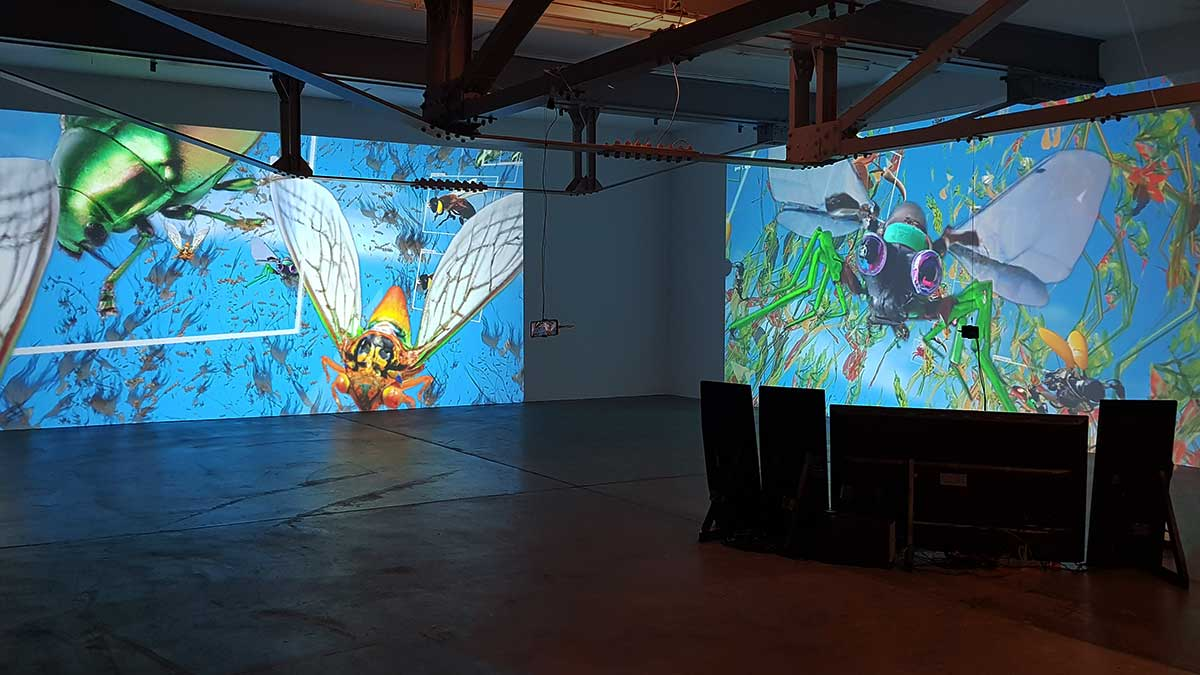
Speculative Evolution, 2024, Kunsthalle Schaffhausen, 스위스

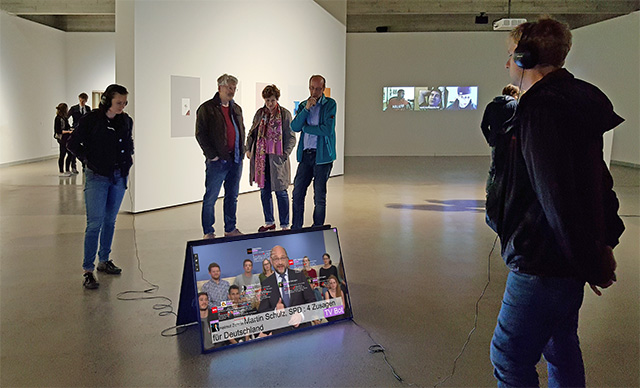
TV Bot, 2017, Port25, 만하임, 독일

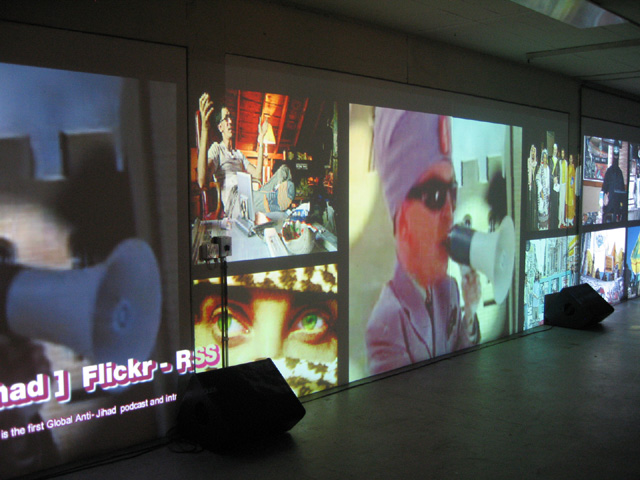
Breaking The News, 2007, Dock 18, 취리히 스위스

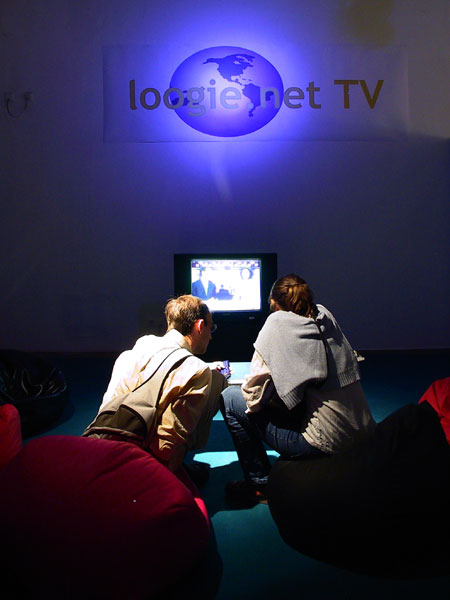
Loogie.net TV, 2004, Ars Electronica, 린츠, 오스트리아

마르크 리(독일어: Marc Lee, 1969년 ~ )는 스위스 출신의 미디어작가이다.

## 생애
스위스 출신의 미디어작가 마르크 리는(1969년 출생) |바젤 미대 보관됨 2015-01-19 - 웨이백 머신에서 설치미술을 취리히 미대에서 뉴미디어를 전공하였으며, 1990년대 말부터 네트워크상의 정보와 소통을 주제로한 인터랙티브(쌍방향 교류방식) 프로젝트를 진행해 왔다.
그는 디지털 기술을 이용한 미디어 작품을 통해 문화적, 창조적, 경제적, 정치적 측면에서 인터텟의 구조와 체계, 작동방식, 그리고 그것이 인간에게 미치는 영향관계를 언급한다.

## 전시 작품
그는 주요한 미디어아트 전시회들인 독일 칼스루헤의 ZKM, 베를린의  Transmediale, 뉴욕의 New Museum, 린츠의  Ars Electronica, 세비아의 현대미술아트비엔날레, 바젤의 Viper와 Shift , 모스크바의 Read_Me Festival, 델리의 CeC, 도쿄의 ICC, 서울 국제 미디어 아트 비엔날레, 서울국립현대미술관 개관식등에서 전시회를 갖은 바 있다.